# 올리비아 드 하빌랜드
올리비아 메리 드 하빌랜드 여사(영어: Dame Olivia Mary de Havilland, DBE, 영어 발음: /də ˈhævɪlənd/ 1916년 7월 1일 ~ 2020년 7월 26일)는 일본에서 태어난 배우이다. 영국, 미국, 프랑스 시민권을 등록했다.
1933년 연극으로 데뷔하였고 1935년부터 1988년까지 할리우드에서 활동했으며, 할리우드 황금기에 활동한 주요 배우 중 한 명이다. 1946년 영화 《그들에겐 각자의 몫이 있다》와 1949년 영화 《사랑아 나는 통곡한다》로 아카데미 여우주연상을 2회 수상하였다. 1948년 영화 《스네이크 핏》을 통해서는 베네치아 국제 영화제 볼피컵 여우주연상을 수상했다.

## 출연 작품
- 캡틴 블러드 (1935)
- 로빈 훗의 모험 (1938)
- 바람과 함께 사라지다 (1939)
- 그들에겐 각자의 몫이 있다 (1946)
- 스네이크 핏 (1948)
- 사랑아 나는 통곡한다 (1949)
- 나의 사촌 레이첼 (1952)
- 허쉬...허쉬, 스윗 샬롯 (1964)

## 서훈
- 2010년 레지옹 도뇌르 훈장 슈발리에
- 2017년 대영 제국 훈장 2등급 (DBE, 작위급 훈장)[1]